# Кодрин, Тилен
Тилен Кодрин (словен. Tilen Kodrin; род. 14 мая 1994, Целе)  — словенский гандболист, выступает за немецкий клуб «Гуммерсбах» и сборную Словении.

## Карьера

#### Клубная карьера
Тилен Кодрин начинал профессиональную карьеру в Марибор Браник. В 2014 году Тилен Кодрин перешёл в Целе. В составе Целе, Кодрин стал двукратным чемпионом Словении.

#### В сборной
Тилен Кодрин выступает за сборную Словении и сыграл за сборную 14 матчей и забросил 17 мяч.

## Достижения
- Чемпион Словении: 2015, 2016, 2017, 2018, 2019, 2020, 2022
- Обладатель кубка Словении: 2015, 2016, 2017, 2018
- Бронзовый призёр чемпионата Мира: 2017